# Полюція
Полюція (від лат. pollutio — «бруднити щось»; нічний викид, мокрий сон, сексуальний сон, нічне падіння, оргазм уві сні, нічна емісія) — мимовільне виверження сперми, під час сну у чоловіків.
Це явище найчастіше зустрічається у юнаків, зазвичай, з 13 років (період статевого дозрівання).
Також, інколи може виникати при довгому сексуальному утриманні.[джерело?]
Полюція супроводжується еротичними сновидіннями. Вона — один із проявів статевого дозрівання. Частота полюцій індивідуальна для кожної людини. У деяких випадках полюції можуть відбуватися щоночі або навіть кілька разів за ніч.[джерело?] При утриманні полюції відбуваються і в денний час.[джерело?]
Полюції відбуваються частіше, якщо чоловік не мастурбує та не вступає в статеві контакти;[джерело?] досить часта статева активність перешкоджає виникненню полюцій.

## Дослідження
Через труднощі зі збором еякуляту, що утворюється під час нічних викидів, порівняно мало досліджень вивчали його склад. У найбільшому дослідженні, яке включало зразки нічних виділень від 10 чоловіків з ідіопатичною анеякуляцією, концентрація сперми була еквівалентною зразкам, отриманим від тих самих чоловіків шляхом вібраційної стимуляції статевого члена, хоча частка сперматозоїдів, які були рухливими та мали нормальну морфологію, були вищими у зразках нічного викиду.

## Частота
У детальному дослідженні чоловіки та жінки повідомили, що приблизно 8 % їхніх повсякденних снів містять певну форму сексуальної активності. 4 % сексуальних снів як у чоловіків, так і у жінок закінчувалися оргазмом.[джерело?]

### У чоловічої статі
Частота нічних викидів сильно варіює. Деякі повідомили, що це пов'язано з бездіяльністю протягом 1-2 тижнів, без участі в статевому акті або мастурбації. Деякі чоловіки стикалися з великою кількістю нічних виділень у підлітковому віці, тоді як інші ніколи не відчували жодного. У США 83 % чоловіків відчувають нічні виділення протягом певного періоду свого життя. Для чоловіків, які стикалися з нічними виділеннями, середня частота коливається від 0,36 разів на тиждень (приблизно раз на три тижні) для самотніх 15-річних чоловіків до 0,18 разів на тиждень (приблизно раз на п'ять з половиною тижнів), для 40-річних неодружених чоловіків. Для одружених чоловіків середнє значення коливається від 0,23 разів на тиждень (приблизно раз на місяць) для 19-річних одружених чоловіків до 0,15 разів на тиждень (приблизно раз на два місяці) для 50-річних одружених чоловіків. У деяких частинах світу нічні викиди більш поширені. Наприклад, опитування в Індонезії показали, що 97 % чоловіків відчувають нічні виділення у віці до 24 років.
У деяких чоловіків викиди спостерігаються лише в певному віці, тоді як в інших вони спостерігаються впродовж усього життя після статевого дозрівання. Частота, з якою є нічні викиди, не була остаточно пов'язана з частотою мастурбації. Альфред Кінсі виявив, що може існувати «певна кореляція між частотою мастурбації та частотою „нічних випромінювань“. Загалом чоловіки, які мають найвищу частоту нічних викидів, можуть мати дещо нижчі показники мастурбації».
Одним із факторів, який може вплинути на кількість нічних виділень у чоловіків, є те, чи приймають вони препарати на основі тестостерону. У дослідженні Finkelstein та інших 1998 року кількість хлопчиків, які повідомили про нічні викиди, різко зросла зі збільшенням їхніх доз тестостерону: від 17 % суб'єктів, які не отримували лікування, до 90 % суб'єктів, які отримували високу дозу.
Тринадцять відсотків чоловіків відчувають свою першу еякуляцію в результаті нічної емісії. Кінсі виявив, що чоловіки, які пережили свою першу еякуляцію через нічну еякуляцію, були старші за тих, у кого перша еякуляція відбулася за допомогою мастурбації. Дослідження вказує на те, що така перша еякуляція в результаті нічної еякуляції була відкладена на рік або більше від того, що було б можливим у розвитку таких чоловіків через фізичну стимуляцію.

### У жіночої статі
У 1953 році дослідник сексу Альфред Кінсі виявив, що майже 40 % жінок, яких він опитав, мали один або кілька нічних оргазмів або мокрих снів. Ті, хто повідомили, що відчували це, сказали, що вони зазвичай мали їх кілька разів на рік і що вперше вони траплялися вже в тринадцять років і зазвичай у віці 21 року. Кінсі визначив жіночий нічний оргазм як сексуальне збудження під час сну, яке пробуджує людину для сприйняття досвіду. оргазму.
Дослідження, опубліковане Барбарою Л. Уеллс у журналі «Journal of Sex Research» за 1986 рік, показує, що 85 % жінок відчували нічний оргазм до 21 року. Це дослідження ґрунтувалося на тому, що жінки прокидалися з/під час оргазму.
Дослідження показали, що чоловіки частіше мають спонтанні нічні сексуальні сни, ніж жінки. При цьому жіночі вологі сни складніше визначити, оскільки еякуляція у чоловіків зазвичай супроводжує оргазм, тоді як наявність вагінальних виділень у жінок не обов’язково свідчить про оргазм.